# André Le Nôtre
André Le Nôtre (Paris, 12 de março de 1613 – Paris, 15 de setembro de 1700) foi o maior paisagista do barroco francês. Ficou famoso pelo projeto dos jardins do Palácio de Versalhes e pelos Jardins das Tulherias, sob o governo de Luís XIV.

## Carreira
Em Versalhes, a pedido do próprio rei, Le Nôtre desenvolveu um estilo de jardinagem simetricamente perfeito, que posteriormente deu origem ao jardim francês. As Tulherias, projetadas por Le Nôtre em 1667, constituem com a Champs-Élysées, o conjunto arquitetônico conhecido como Axe historique de Paris.

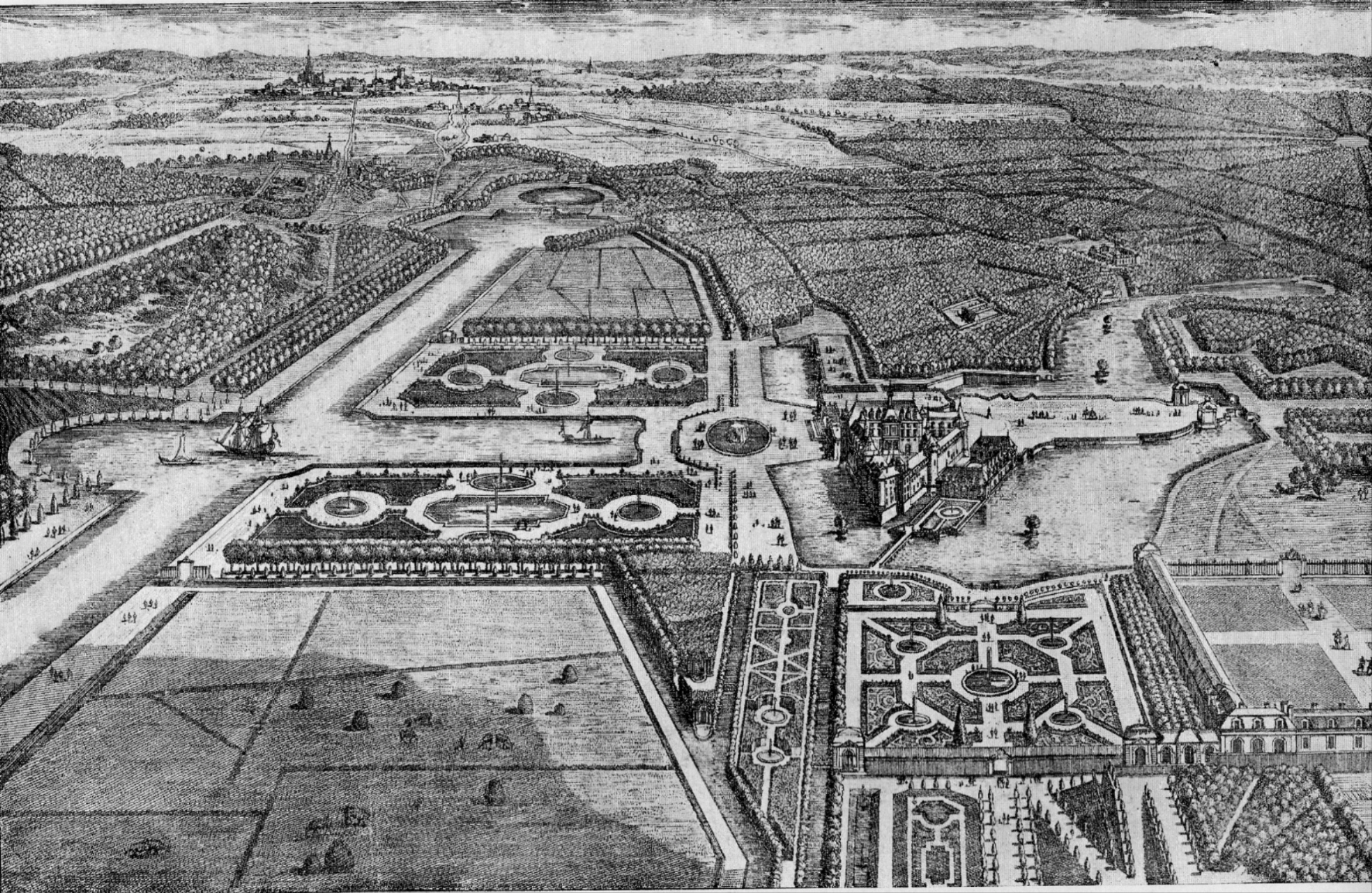
Gravura do século XVII dos jardins de Chantilly

## Lista dos principais jardins do Le Nôtre
gravura do século XVII dos jardins de Chantilly

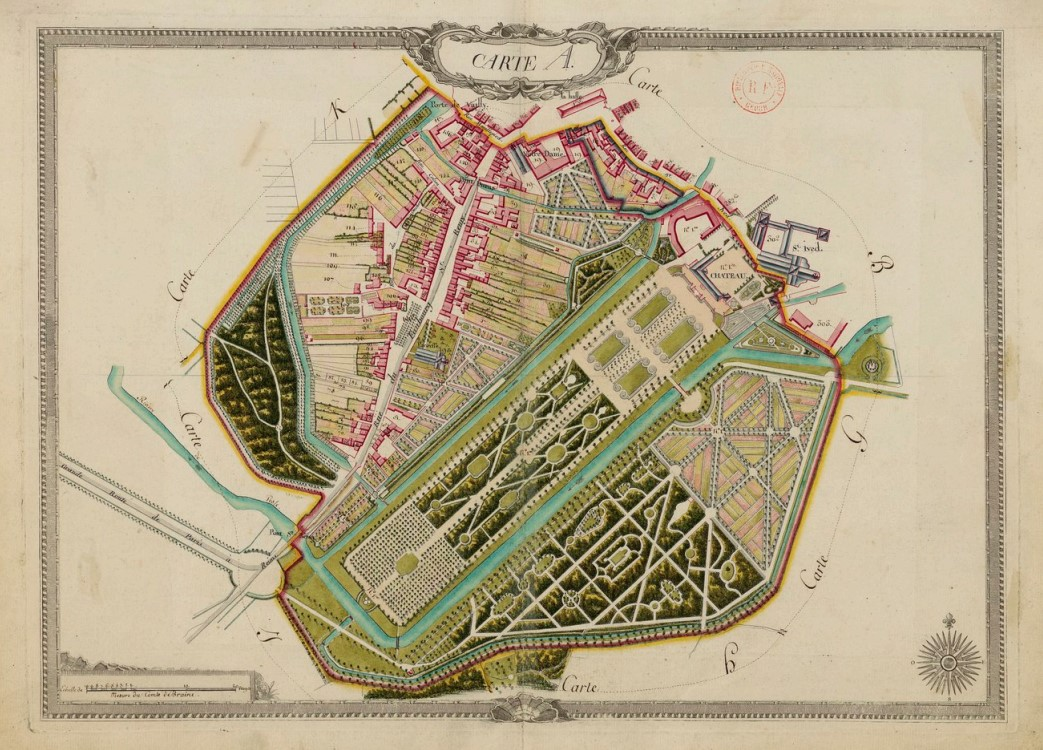
Plano do Château de Braine e seus jardins
- Jardins de Versalhes, planta da cidade de Versalhes
- Jardins de Vaux-le-Vicomte
- Jardins do Château de Saint-Germain-en-Laye
- Jardins do Château de Saint-Cloud (o castelo não existe mais, mas os jardins ainda existem)
- Jardins do Palais des Tuileries
- Jardins do Château de Sceaux
- Jardins do Château de Fontainebleau
- Jardins do Château de Chantilly
- Jardins do Château de Bercy (demolido), Charenton-le-Pont
- Jardins do Château de Braine (demolido, Braine, (Aisne)
- Jardins do Château de Chambonas
- Jardins do Château d'Issy (demolidos)
- Jardins do Château de Chenailles[2]